# Scotty Leavenworth
Scott Alexander „Scotty” Leavenworth (ur. 21 maja 1990 w Riverside, Kalifornia) – amerykański aktor.
Mając 4 lata, zaczął grać w reklamach. Następnie pojawił się w różnych filmach i serialach telewizyjnych, takich jak Zielona mila, Babe: Świnka w mieście, Przewodnik dusz, Życie jak dom czy Erin Brockovich. Najbardziej znany z serialu Siódme niebo, w którym zagrał Petera Petrowskiego, chłopaka Ruthie Camden (w tej roli Mackenzie Rosman).

## Filmografia

### Filmy
- 1998: Simon Birch jako młody Lamb
- 1998: Babe: Świnka w mieście (Babe: Pig in the City) - głos
- 1999: Zielona mila (The Greene Mile) jako syn Hammersmitha
- 1999: Przewodnik dusz (The Soul Collector, TV) jako Danny
- 1999: Baby Geniuses jako Basil (głos)
- 2000: Erin Brockovich jako Matthew
- 2001: Majestic (The Majestic) jako Joey
- 2001: Życie jak dom (Life as a House) jako Ryan Kimball
- 2001: Donnie Darko jako David

### Seriale TV
- 1996-1997: Żar młodości (The Young and the Restless) jako William „Billy” Abbott
- 1997: Meego jako chłopak
- 2000: Wszyscy kochają Raymonda jako Tyler
- 2000: Ostry dyżur jako Wyatt Parker
- 2000: Passions jako Joey
- 2001: Wbrew regułom (Philly) jako Patrick Cavanaugh
- 2002: The Drew Carey Show jako Danny
- 2002-2006: Siódme niebo (7th Heaven) jako Peter Petrowski
- 2006: Kości jako Carter
- 2008: Gotowe na wszystko (Desperate Housewives) jako Kirby Schilling
- 2010: Bezimienni jako Will Rosemount